# Erwin Rauch

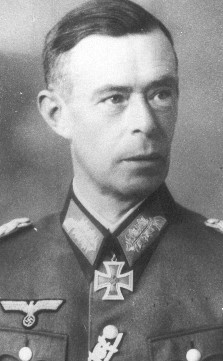
Erwin Rauch

Erwin Rauch (* 19. Oktober 1889 in Berlin; † 26. Februar 1969 in Gallspach, Österreich) war ein deutscher Generalleutnant der Wehrmacht.

## Leben
Erwin Rauch trat am 15. September 1908 als Fahnenjunker in die Kaiserliche Armee ein. Am 27. Januar 1910 wurde er mit Patent zum 29. Januar 1908 im Füsilier-Regiment 35 zum Leutnant befördert.
Nach dem Krieg wurde er in die Reichswehr übernommen und im Dezember 1920 verabschiedet. Am 1. Mai 1934 erfolgte als Major sein Wiedereintritt. Er wurde bereits am 1. November des gleichen Jahres zum Oberstleutnant befördert.
Als Oberst (Beförderung am 1. August 1937) war er ab 2. November 1938 Kommandeur des Infanterie-Regiments 2 der 11. Infanterie-Division und blieb dies auch nach Ausbruch des Zweiten Weltkriegs. Am 5. November 1940 übernahm er das neu aufgestellte Infanterie-Regiment 422 der 126. Infanterie-Division. Ab 6. August 1941 war er nach seiner Beförderung zum Generalmajor mit Unterbrechung durch eine Vertretung durch Generalleutnant Erwin Menny im Oktober/November 1943 bis 15. Januar 1944 Kommandeur der 123. Infanterie-Division. Am 22. Dezember 1941 erhielt er in dieser Position das Ritterkreuz des Eisernen Kreuzes erhalten hatte. 1942 konnte er aus dem Kessel von Demjansk entkommen und die Schlacht um Cholm überleben. Er wurde am 1. November 1942 zum Generalleutnant befördert.
Im Februar 1944 übernahm er das Kommando über die 343. Infanterie-Division, welche in Frankreich in der Normandie um Brest kämpfte. Nachdem Brest von den Alliierten belagert worden war, folgte Mitte September 1944 die Kapitulation der deutschen Truppen. Am 18. September 1944 kam er in Kriegsgefangenschaft.